# Cipriano Calderón Polo
Cipriano Calderón Polo (Plasencia, Espanha, 1 de dezembro de 1927 - Roma, 4 de fevereiro de 2009) foi um bispo da Cúria Espanhola da Igreja Católica Romana. Ele foi secretário de imprensa de língua espanhola do Vaticano por muito tempo, um importante especialista do Vaticano na América Latina entre as décadas de 1970 e 1990, e vice-presidente da Pontifícia Comissão para a América Latina de 1988 a 2003.
Cipriano Calderón Polo ingressou na igreja aos 13 anos, logo após a morte do Papa Pio XI no seminário masculino da sua diocese natal, Plasencia. Durante a sua formação sacerdotal, estudou inicialmente na Pontifícia Universidade de Comillas de Santander e foi para Roma em 1948 como ex-aluno do Pontifício Colégio Espanhol de São José, onde se formou em filosofia e teologia na Pontifícia Universidade Gregoriana. Também estudou jornalismo em Roma, na Universidade Internacional de Estudos Sociais “Pro Deo”. Em 19 de março de 1953, recebeu o sacramento da ordenação e celebrou sua primeira missa em sua terra natal. Concluiu seus estudos de doutorado em Roma, na Universidade Lateranense.
Desde o início da década de 1950, além dos estudos, trabalhou como correspondente do Vaticano para diversas revistas e agências, principalmente eclesiásticas, espanholas e latino-americanas, incluindo o jornal católico YA de Madrid, a agência Logos, a imprensa católica espanhola agência Prensa Asociada e vários jornais religiosos provinciais espanhóis. Ele também escreveu como correspondente do Vaticano para jornais seculares como La Vanguardia de Barcelona e La Gaceta del Norte de Bilbao. Na Espanha, depois de concluir o doutorado, trabalhou como docente no Seminário Arcebispal de Saragoça e como diretor espiritual no Seminário de Segóvia antes de retornar a Roma para o Pontifício Colégio Espanhol, do qual se tornou vice-reitor. Em 1958 passou um semestre no exterior como professor de Doutrina Social Católica na Universidade de Santo Domingo, na República Dominicana.
No início do Concílio Vaticano II foi reitor do Pontifício Colégio Espanhol de Roma e foi nomeado chefe da sala de imprensa espanhola como funcionário da Secretaria de Estado de 1962 a 1965, de modo que foi considerado o "oficial espanhol" do Vaticano durante o Concílio. Ele participou de todas as reuniões do conselho como observador oficial. Como jornalista conciliar, Calderón Polo escreveu uma biografia do então arcebispo de Milão, Giovanni Battista Montini, como era conhecido Paulo VI antes de eleito papa, então o livro, que foi publicado imediatamente após a eleição papal, despertou grande interesse. Calderón foi companheiro próximo do diplomata vaticano Giovanni Benelli, que na época trabalhava na nunciatura em Madrid e a partir de 1967, como substituto do Cardeal Secretário de Estado, moldou a política do Vaticano em relação à Espanha e iniciou o movimento da Igreja longe do regime de Franco.
Calderón Polo publicou a primeira edição espanhola do L'Osservatore Romano em 1968 em nome do Papa e acompanhou Paulo VI em sua viagem à Colômbia, a primeira viagem intercontinental de um papa na história. Nesta viagem, o Papa abriu a Segunda Assembleia Geral dos Bispos Latino-Americanos e Caribenhos em Medellín, em 24 de agosto de 1968, na qual Calderón Polo participou como relator papal. No mesmo ano, Calderón tornou-se editor da edição em espanhol do L'Osservatore Romano, que apareceu regularmente a partir de 1969. Foi particularmente bem recebido na América Latina e desempenhou um papel importante na divulgação das decisões do conselho naquele país. Sob a liderança de Calderón, o escritório da equipe editorial em língua espanhola do jornal interno do Vaticano tornou-se um ponto de encontro para bispos latino-americanos e representantes da Igreja em suas visitas a Roma e tornou-se um importante centro para a Igreja Católica nesta região do o mundo. A quem foi confiado o trabalho de relações públicas em língua espanhola do Vaticano, Calderón acompanhou o Papa Paulo VI como representante de imprensa do Vaticano em todas as viagens ao exterior durante o seu pontificado e participou em todas as reuniões gerais do Sínodo Romano dos Bispos de 1967 a 1987 como porta-voz e autor de comunicados e comunicados de imprensa espanhóis. Calderón foi enviado à América Latina como relator de conferências episcopais e reuniões eclesiásticas e também participou da Terceira Assembleia Geral do CELAM em Puebla, em dezembro de 1979, inaugurada pelo Papa João Paulo II.
Em 3 de dezembro de 1988, o Papa João Paulo II elevou-o a bispo titular de Thagora e nomeou-o vice-presidente da Pontifícia Comissão para a América Latina. Neste cargo, que ocupou até à sua reforma em 2003, coordenou em conjunto com a comissão de nível superior ngregação para os bispos das atividades latino-americanas do Vaticano. Foi ordenado bispo por João Paulo II em 6 de janeiro de 1989 na Basílica de São Pedro; Os co-consagradores foram os Arcebispos da Cúria Edward Idris Cassidy, então substituto na Secretaria de Estado do Vaticano, e José Sánchez, então secretário da Congregação para a Evangelização dos Povos. 
Calderón Polo acompanhou o Papa em todas as suas viagens à América Latina e participou na IV Assembleia Geral das Conferências Episcopais da América Latina e do Caribe, em Santo Domingo, em 1992, na qual desempenhou um papel fundamental na preparação. Ele também participou da Assembleia Especial do Sínodo dos Bispos para as Américas em dezembro de 1997 no Vaticano e foi anfitrião do Sínodo Continental Latino-Americano em 1999 na Casa Santa Marta em Roma, que foi associado a um simpósio de duas semanas em comemoração a primeira reunião de bispos latino-americanos em 1899.
Em 4 de outubro de 2003, o Papa João Paulo II aceitou o pedido de Calderón Polo para renunciar por motivos de idade. Seu sucessor como vice-presidente da Pontifícia Comissão para a América Latina foi o arcebispo mexicano Luis Robles Díaz, ele próprio o primeiro clérigo da América Latina. Nos últimos anos de sua vida, Calderón Polo permaneceu ativo como consultor da Congregação para os Bispos, da qual era membro desde 1989.
Cipriano Calderón Polo morreu aos 81 anos, após vários dias de internação hospitalar em Roma, rodeado pela família mais próxima. O funeral ocorreu em 6 de fevereiro de 2009 na capela do coro da Basílica de São Pedro, em Roma, e foi conduzido pelo Cardeal Giovanni Battista Re.  Ele está sepultado em sua cidade natal, Plasencia, na igreja paroquial de El Salvador. Calderón Polo foi considerado o mais importante especialista latino-americano do Papa Paulo VI. e João Paulo II e foi referido como “o homem do Papa para a América Latina”. A Comissão Vaticano para a América Latina, reorganizada por João Paulo II em 1988 e que dirigiu até à sua reforma, foi adaptada à sua pessoa.
Em 1998 foi agraciado com a Grã-Cruz da Ordem do Mérito Bernardo O'Higgins pelo presidente chileno Eduardo Frei. Em 2003 foi condecorado com a Grã-Cruz da Ordem Espanhola de Isabel, a Católica. Ele também recebeu prêmios da Colômbia, Venezuela, Argentina, El Salvador e Guatemala.
Em novembro de 2006 foi agraciado com a cidadania honorária de sua cidade natal, Plasencia. Em 28 de junho de 2013, uma placa memorial foi inaugurada em sua cidade natal.